# 高輝度赤色新星

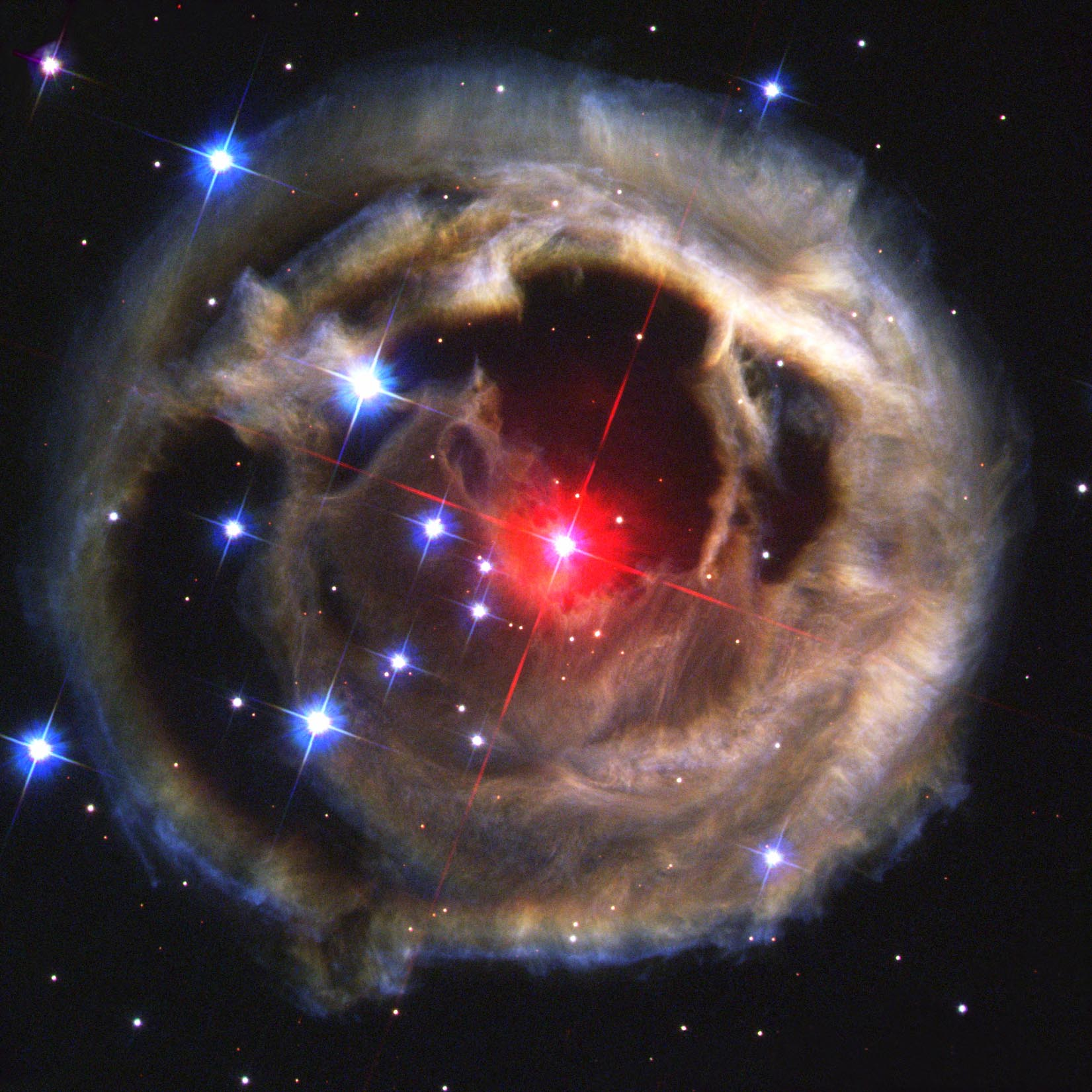
いっかくじゅう座V838星

高輝度赤色新星（こうきどせきしょくしんせい、Luminous red nova、LRN）は、2つの恒星の融合によって生じると考えられている恒星の爆発である。際立った赤色と、赤外線領域で再び明るくなる光度曲線が特徴である。高輝度赤色新星は、白色矮星の表面で起こる通常の新星とは異なる。

## 発見
過去30年程度の間に、既に高輝度赤色新星の特徴を示す少数の天体が発見されていた。アンドロメダ銀河の赤色星M31 RVは、1988年に突然明るく輝き出し、恐らく高輝度赤色新星になったと考えられている。1994年には銀河系内にあるいて座V4332星、2002年にはいっかくじゅう座V838星が同様に突然輝きだし、詳しく研究された。
最初にはっきりと高輝度赤色新星であることが確認されたのは、M85銀河のM85 OT2006-1である。この天体は、リック天文台の超新星探査で発見され、カリフォルニア大学バークレー校とカリフォルニア工科大学の天文学者によって研究された。シュリニヴァス・クルカルニに率いられた研究チームは、この現象が、新星やヘリウム・フラッシュ等の既知の爆発現象と異なることを確認し、2007年5月23日に、高輝度赤色新星という新しい恒星の爆発現象を発見したことを記者発表し、論文はネイチャーに掲載された。
2008年には銀河系のバルジの方角で高輝度赤色新星のさそり座V1309が発見された。この爆発の前駆天体はOGLEプロジェクトの観測範囲内にあり、食変光星として爆発の数年前から継続的に光度変化が記録されていた。このことから、さそり座V1809は高輝度赤色新星の研究が大きく進展する契機となった。記録された光度の分析から、前駆天体は周期1.4日の接触連星であることや爆発の数年前から公転軌道が加速度的に縮小を始めていたこと、爆発の半年前ごろから不安定な融合プロセスが始まり光度の増大や変光パターンの変化が起きていたこと、爆発に伴う光度変化が連星融合説に基づく予想に一致することなどが確認された。

## 特徴
高輝度赤色新星は、次のような特徴を持つ。
- 爆発の光度は、超新星と新星の中間である。
- 可視光は数週間から数か月続き、色は赤い。時間を経るにつれて、より暗く、赤くなる。可視光が暗くなると、赤外線の光度が大きくなり、暗くなったり明るくなったりを何度か繰り返す。
- M85 OT2006-1で観測された赤外線は、この恒星が非常に冷たい（1000K弱）ことを示していた。これは、高輝度赤色新星に共通の性質である可能性がある。

## 進化
M85 OT2006-1の研究チームは、M85 OT2006-1は2つの主系列星が融合して形成されたと信じている。
恒星の融合爆発が起こった際には、高輝度赤色新星は、わずか1ヶ月で太陽半径の数千倍から数万倍に達するほど非常に速く広がる。このため、天体は冷え、明るい閃光と冷たい天体が共存するような興味深い状況が生じる。

## 異説
観測例が限られているため、天体の爆発の新しい分類を設けるのは時期尚早とする研究者もおり、この現象はII-P型の超新星爆発で説明可能とする説、消光の速い超新星爆発は自然と赤く、光度が小さくなるとする説など、異説も出されている。